# Švicarski psalam
Švicarski psalam je švicarska nacionalna himna. 
Od kada ju je Alberik Zwyssig (1808. – 1854.) komponirao 1841. godine, bila je često pjevana prilikom obilježavanja nekih rodoljubivih događaja. Nekoliko ju je puta švicarsko Savezno vijeće odbilo prihvatiti kao himnu jer se željelo da ljudi sami odluče koju pjesmu žele kao nacionalnu himnu.
Do 1961. godine pjevana je kao himna, Johann Rudolf Wyssova (1743. – 1818.) pjesma "Heil dir Helvetia" ili "Rufst Du mein Vaterland" ("Zoveš li moja domovino", na francuskom: "O Monts indépendants", na talijanskom: "Ci chiami o patria", na retoromanskom: "E clomas, tger paeis") na glazbu "God Save the King". 
I konačno 1981. godine je Švicarski psalam proglašen službenom himnom Švicarske. 

## Lirika
Tekst Leonharda Widmera (1809. – 1867.) s njemačkog je preveden na sve švicarske jezike. 

### Njemački: Schweizerpsalm
Leonhard Widmer (1809-1867).

#### 1. strofa
Trittst im Morgenrot daher,

Seh'ich dich im Strahlenmeer,

Dich, du Hocherhabener, Herrlicher!

Wenn der Alpenfirn sich rötet,

Betet, freie Schweizer, betet!

Eure fromme Seele ahnt

Gott im hehren Vaterland,

Gott, den Herrn, im hehren Vaterland.

#### 2. strofa
Kommst im Abendglühn daher,

Find'ich dich im Sternenheer,

Dich, du Menschenfreundlicher, Liebender!

In des Himmels lichten Räumen

Kann ich froh und selig träumen!

Denn die fromme Seele ahnt

Gott im hehren Vaterland,

Gott, den Herrn, im hehren Vaterland.

#### 3. strofa
Ziehst im Nebelflor daher,

Such'ich dich im Wolkenmeer,

Dich, du Unergründlicher, Ewiger!

Aus dem grauen Luftgebilde

Tritt die Sonne klar und milde,

Und die fromme Seele ahnt

Gott im hehren Vaterland,

Gott, den Herrn, im hehren Vaterland.

#### 4. strofa
Fährst im wilden Sturm daher,

Bist du selbst uns Hort und Wehr,

Du, allmächtig Waltender, Rettender!

In Gewitternacht und Grauen

Lasst uns kindlich ihm vertrauen!

Ja, die fromme Seele ahnt,

Gott im hehren Vaterland,

Gott, den Herrn, im hehren Vaterland

### Francuski: Cantique suisse
Charles Chatelanat (1833. – 1907.)

#### 1. strofa
Sur nos monts, quand le soleil

Annonce un brillant réveil,

Et prédit d'un plus beau jour le retour,

Les beautés de la patrie

Parlent à l'âme attendrie;

Au ciel montent plus joyeux

Les accents d'un coeur pieux,

Les accents émus d'un coeur pieux.

#### 2. strofa
Lorsqu'un doux rayon du soir

Joue encore dans le bois noir,

Le coeur se sent plus heureux près de Dieu.

Loin des vains bruits de la plaine,

L'âme en paix est plus sereine,

Au ciel montent plus joyeux

Les accents d'un coeur pieux,

Les accents émus d'un coeur pieux.

#### 3. strofa
Lorsque dans la sombre nuit

La foudre éclate avec bruit,

Notre coeur pressent encore le Dieu fort;

Dans l'orage et la détresse

Il est notre forteresse;

Offrons-lui des coeurs pieux:

Dieu nous bénira des cieux,

Dieu nous bénira du haut des cieux.

#### 4. strofa
Des grands monts vient le secours;

Suisse, espère en Dieu toujours!

Garde la foi des aïeux, Vis comme eux!

Sur l'autel de la patrie

Mets tes biens, ton coeur, ta vie!

C'est le trésor précieux

Que Dieu bénira des cieux,

Que Dieu bénira du haut des cieux.

### Talijanski: Salmo svizzero
Camillo Valsangiacomo (1898. – 1978.)

#### 1. strofa
Quando bionda aurora il mattin c'indora

l'alma mia t'adora re del ciel!

Quando l'alpe già rosseggia

a pregare allor t'atteggia;

in favor del patrio suol,

cittadino Dio lo vuol.

#### 2. strofa
Se di stelle è un giubilo la celeste sfera

Te ritrovo a sera o Signor!

Nella notte silenziosa

l'alma mia in Te riposa:

libertà, concordia, amor,

all'Elvezia serba ognor.

#### 3. strofa
Se di nubi un velo m'asconde il tuo cielo

pel tuo raggio anelo Dio d'amore!

Fuga o sole quei vapori

e mi rendi i tuoi favori:

di mia patria deh! Pietà

brilla, sol di verità

#### 4. strofa
Quando rugge e strepita impetuoso il nembo

m'è ostel tuo grembo o Signor!

In te fido Onnipossente

deh, proteggi nostra gente;

Libertà, concordia, amor,

all'Elvezia serba ognor.

### Retoromanski: psalm svizzer

#### 1. strofa
En l'aurora la damaun ta salida il carstgaun,

spiert etern dominatur, Tutpussent!

Cur ch'ils munts straglischan sura,

ura liber Svizzer, ura.

Mia olma senta ferm,

Mia olma senta ferm Dieu en tschiel,

il bab etern, Dieu en tschiel, il bab etern.

#### 2. strofa
Er la saira en splendur da las stailas en l'azur

tai chattain nus, creatur, Tutpussent!

Cur ch'il firmament sclerescha en noss cors

fidanza crescha.

Mia olma senta ferm,

Mia olma senta ferm Dieu en tschiel,

il bab etern, Dieu en tschiel, il bab etern.

#### 3. strofa
Ti a nus es er preschent en il stgir dal firmament,

ti inperscrutabel spiert, Tutpussent!

Tschiel e terra t'obedeschan

vents e nivels secundeschan.

Mia olma senta ferm,

Mia olma senta ferm Dieu en tschiel,

il bab etern, Dieu en tschiel, il bab etern.

#### 4. strofa
Cur la furia da l'orcan fa tremblar il cor uman

alur das ti a nus vigur, Tutpussent!

Ed en temporal sgarschaivel

stas ti franc a nus fidaivel.

Mia olma senta ferm,

Mia olma senta ferm Dieu en tschiel,

Il bab etern, Dieu en tschiel, il bab etern.

### Engleski: Swiss Psalm
Engleski prijevod iz nepoznatog razloga ne sadrži 4. strofu.

#### 1. strofa
When the morning skies grow red

And o'er us their radiance shed,

Thou, O Lord, appeareth in their light.

When the Alps glow bright with splendour,

Pray to God, to Him surrender,

For you feel and understand,

That He dwelleth in this land.

#### 2. strofa
In the sunset Thou art nigh

And beyond the starry sky,

Thou, O loving Father, ever near.

When to Heaven we are departing,

Joy and bliss Thou'lt be imparting,

For we feel and understand

That Thou dwellest in this land.

#### 3. strofa
When dark clouds enshroud the hills

And gray mist the valley fills,

Yet Thou art not hidden from Thy sons.

Pierce the gloom in which we cower

With Thy sunshine's cleansing power

Then we'll feel and understand

That God dwelleth in this land.

## Vanjske poveznice
- tekst švicarske himne MP3, suvremena inačica  Arhivirana inačica izvorne stranice od 4. prosinca 2004. (Wayback Machine)
- MP3 tekst tradicionalne inačice  Arhivirana inačica izvorne stranice od 19. listopada 2004. (Wayback Machine)
- povijest Švicarskog psalama:  Kako je crkvena postala nacionalna himna  Arhivirana inačica izvorne stranice od 8. prosinca 2004. (Wayback Machine)